# 伊西力安
伊西力安（辛達林：Ithilien「月之地」）位於托爾金（J. R. R. Tolkien）奇幻小說中的中土大陸，是剛鐸（Gondor）的一個地區及封地。
伊西力安是剛鐸唯一一個跨越安都因河（Anduin）的部分，在安都因河及魔多（Mordor）的伊菲爾杜斯（Ephel Dúath）之間形成一個楔形。這地區分為北伊西力安及南伊西力安。

## 歷史
在第二紀元及第三紀元初期，剛鐸國力強盛而魔多衰落，伊西力安是美麗繁盛的地方，園林樹木分佈在內。伊西力安的都城是米那斯伊希爾（Minas Ithil）。第三紀元2002年，魔多軍隊攻陷米那斯伊希爾，易名為米那斯魔窟（Minas Morgul）。此後，伊西力安的人口遷越安都因河，以躲避米那斯魔窟的恐怖威脅。第三紀元2475年，警覺的和平時期（Watchful Peace）結束，魔多的半獸人部隊摧毀伊西力安。雖然剛鐸攝政王波羅莫擊退了入侵者，但零星的侵略仍不時發生。剛鐸攝政王依然透過一些秘密地點監察著伊西力安，如第三紀元2901年建立的漢那斯安南（Henneth Annûn）。第三紀元2954年，末日火山爆發，伊西力安剩餘的少量農民也逃到安都因河以西。只有一些遊俠仍在伊西力安掃蕩魔多的勢力。

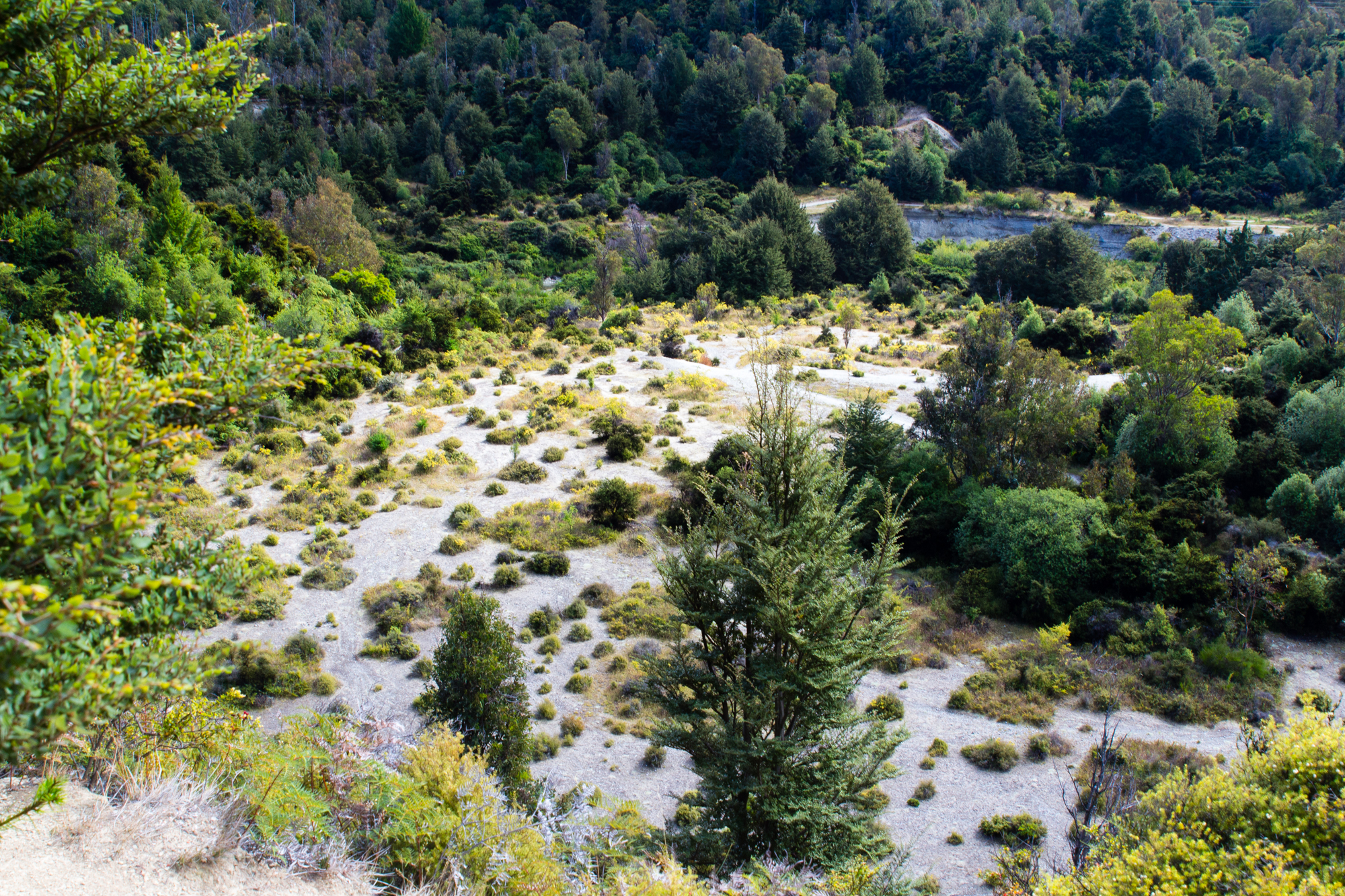
電影《魔戒二部曲：雙城奇謀》中伊西力安的取景地，位於紐西蘭皇后鎮。

在《魔戒三部曲》裡，咕嚕（Gollum）帶領哈比人佛羅多·巴金斯（Frodo Baggins）及山姆·詹吉（Samwise Gamgee）穿越伊西力安，通過西力斯昂哥（Cirith Ungol）進入魔多。他們目睹哈拉德威治（Harad）的東夷南蠻（Southrons）及猛獁（Oliphaunts）與伊西力安的遊俠進行戰爭，他們被法拉墨（Faramir）領導的伊西力安的遊俠發現，法拉墨確定了他們並非魔多的爪牙後，便讓他們繼續旅程。
第四紀元，伊西力安由伊西力安親王管治，首任伊西力安親王是法拉墨及伊歐玟（Éowyn）夫妻，米那斯魔窟依然沒有人居住，法拉墨還是艾明亞南（Emyn Arnen）的領主。伊西力安開始成為精靈聚集地，精靈從北方的舊精靈國度幽暗密林來到這裡，他們為協助重建剛鐸東部作出重大貢獻，受到伊力薩王尊敬。第四紀元120年，伊力薩王逝世，精靈也逐漸離開中土大陸。

## 地點

### 漢那斯安南
漢那斯安南是北伊西力安的隱蔽前哨地，當地遊俠的總部。魔戒聖戰（War of the Ring）時期，迪耐瑟二世（Denethor II）操縱著漢那斯安南，佛羅多及山姆也曾被帶到這裡。
漢那斯安南（Henneth Annûn）在辛達林裡意指「落日之窗」或「西方之窗」，是隱藏在一道瀑布後的洞穴。洞穴被流水鑿空，流水原本是由峭壁的洞穴裡流出，但後來流水轉變，形成了如隧道的秘密通道。
如同伊力西安其他的一些隱匿地點，漢那斯安南是約第三紀元2900年由圖林二世建立，於半獸人大舉入侵伊西力安後。漢那斯安南是伊力西安最持久的一個隱匿地。

### 艾明亞南
艾明亞南是奧斯吉力亞斯（Osgiliath）以南的丘陵地帶。艾明亞南是努曼諾爾貴族之家。剛鐸國王米那迪爾（Minardil）的宰相胡林（Húrin）也是來自艾明亞南，後來的剛鐸國王都以胡林的後裔為宰相，成為世襲。
魔戒聖戰以後，伊力薩王授法拉墨為伊力西安親王及艾明亞南領主。法拉墨及其後裔都住在艾明亞南。
艾明亞南（Emyn Arnen）在辛達林中意為「亞南之丘」。「亞南」（Arnen）或可解為昆雅的「水邊」。